# Valero Rivera i Folch

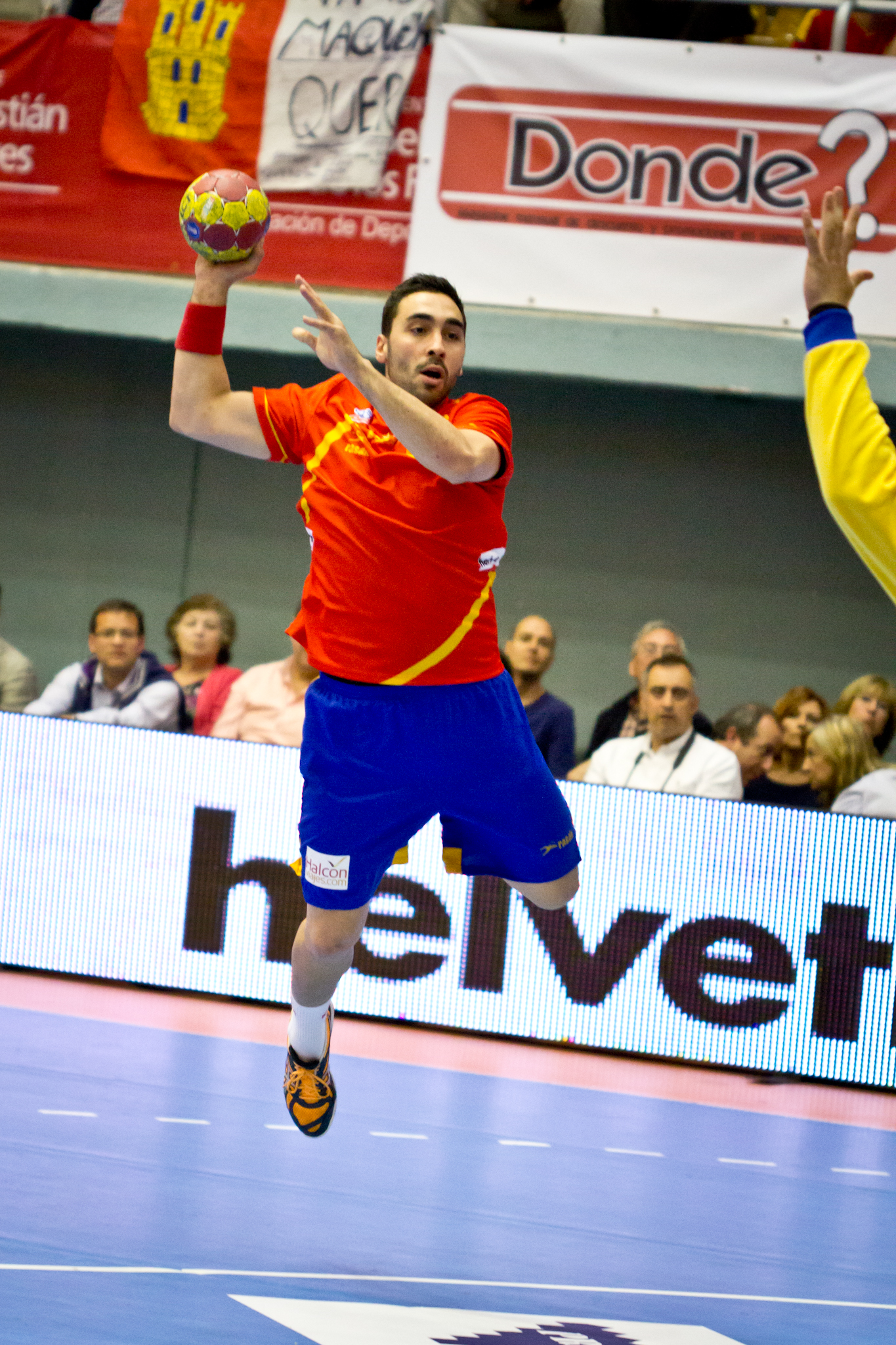
Valero Rivera, el 2013.

Valero Rivera i Folch, també conegut com a Valero Rivera Jr., (Barcelona, 22 de febrer de 1985) és un jugador d'handbol professional català, en la posició d'extrem esquerre, que juga a la secció d'handbol del Futbol Club Barcelona. També ha estat internacional amb Espanya. Al Campionat del Món de 2013 va aconseguir la medalla d'or.
És fill de l'entrenador i seleccionador estatal Valero Rivera López. És el 16è màxim golejador històric de la Lliga francesa d'handbol masculina.

## Carrera
Es va formar en les categories inferiors del FC Barcelona, on va arribar el 1998 i s'hi va estar fins al 2005, sense poder comptar amb massa minuts en el primer equip, va emigrar al BM Aragón on va estar dues temporades. Després del seu periple a Saragossa va anar a l'Algesires Handbol on es va consagrar com un dels màxims golejadors de la Lliga ASOBAL, sent el vuitè màxim golejador de la temporada 2007-2008 amb 163 gols. La temporada 2008-2009, i a causa dels problemes econòmics de l'Algesires Handbol, es produeix el fitxatge per l'equip d'Associació Esportiva Ciutat de Guadalajara, llavors denominat Realitas. Un breu pas pel SD Octavio Vigo el va portar a fitxar per l'equip francès de l'HBC Nantes.
La seva primera temporada amb el Nantes va ser en la segona divisió francesa, i aquesta mateixa temporada van ascendir a la LNH. La seva segona temporada va ser la temporada de la consagració. El seu equip va realitzar un bon paper en la Lliga, però Rivera va ser triat com el millor extrem esquerre i millor jugador de la Lliga, a més de ser-ne el segon màxim golejador. El reconeixement tenia un valor doble en superar a grans noms com Jérôme Fernandez o Nikola Karabatic. Aquesta mateixa campanya va ser seleccionat per primera vegada amb la selecció d'handbol d'Espanya que entrenava el seu pare. Al maig de 2012, va renovar el seu contracte amb el Nantes fins al 2017. Aquell mateix estiu, va ser seleccionat pels Jocs Olímpics de Londres 2012 però com a "jugador nombre 15" podent jugar en cas que hi hagués algun lesionat.
El febrer de 2016 es va anunciar el seu retorn al FC Barcelona, amb un contracte fins al juny del 2019.

## Equips
- FC Barcelona (1998-2005)
- BM Aragó (2005-2007)
- Algesires Handbol (2007-2008)
- Associació Esportiva Ciutat de Guadalajara (2008-2009)
- SD Octavio Vigo (2009-2010)
- HBC Nantes (2010-2016)
- FC Barcelona (2016-actualitat)

## Palmarès

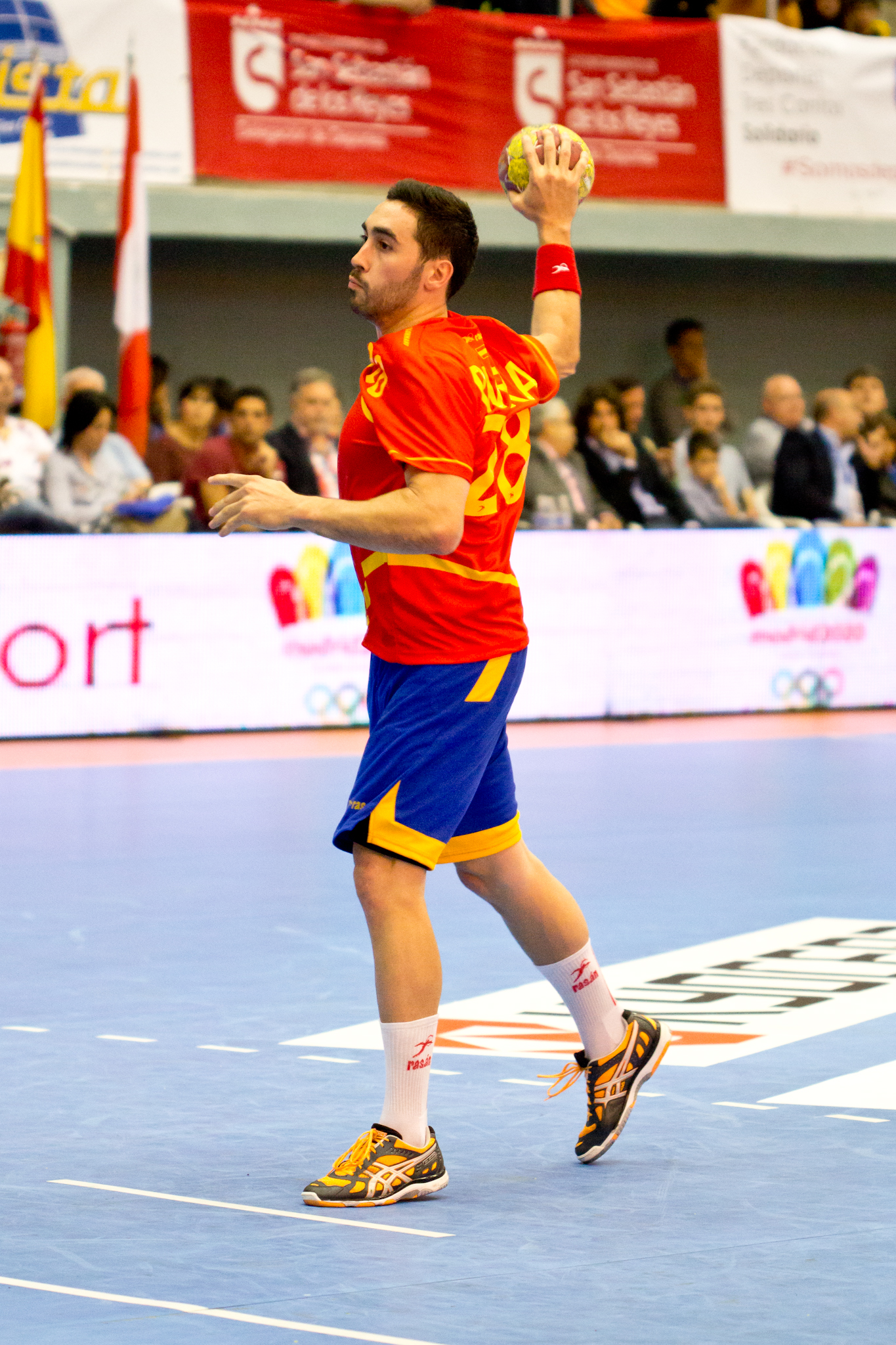
Valero Rivera amb la selecció espanyola el 2013.

### FC Barcelona
- Lliga ASOBAL (2003)
- Lliga de Campions de la EHF (2005)
- Copa del Rei (2004)
- Supercopa d'Espanya (2003)

### Selecció espanyola

#### Campionat del Món
- Medalla d'or en el Campionat del Món de 2013
- 4t lloc en el Campionat del Món de 2015

#### Campionat d'Europa
- Medalla de bronze en el Campionat d'Europa de 2014

### Premis indiviauals
- Millor jugador de la Lliga de França (2012)
- Millor extrem esquerre de la Lliga de França (2012 i 2013)
- Segon màxim golejador de la Lliga de França (2012 i 2013)
- Triat millor extrem esquerre del Campionat del Món (2015)